# 베로니카 마스

베로니카 마스(Veronica Mars)는 미국 The CW방송사의 텔레비전 드라마 시리즈로 UPN에서 2004년 9월 22일에 방영을 시작해 2007년 5월 22일에 종영했다. 워너 브라더스 텔레비전, 스투 시겔, 롭 토마스 프로덕션에서 제작했으며 총감독은 롭 토마스, 존 실버, 다이앤 루기에로(시즌 3)가 맡았다.
종영 7년후인 2014년에는 극장판이 개봉했다.

## 인용
1. ↑  “"Veronica Mars" (2004) - Company credits”. 《Internet Movie Database》. 2010년 9월 10일에 확인함.
2. ↑  Elena Fernandez, Maria (2005년 11월 9일). “Cult king in orbit on Mars”. Los Angeles Times. 2008년 11월 4일에 확인함.